# Ján Kozák (1954)
Ján Kozák (Matejovce nad Hornádom, 17 april 1954) is een Slowaaks voetbalcoach en voormalig voetballer, die zelf speelde als middenvelder. Zijn zoon Ján (1980), is eveneens profvoetballer.

## Clubcarrière
Kozák kwam achtereenvolgens uit voor Lokomotiva Košice, AS Dukla Praag, Lokomotiva Košice, RFC Seraing en FC Bourges. Met Lokomotiva Košice won hij tweemaal de Tsjecho-Slowaakse beker. Als speler van Dukla Praag behaalde hij de Tsjecho-Slowaakse beker én landstitel.

## Interlandcarrière
Kozák speelde in totaal 55 interlands voor het Tsjecho-Slowaaks voetbalelftal. Onder leiding van bondscoach Václav Ježek maakte hij zijn debuut op 6 oktober 1976 in de vriendschappelijke wedstrijd tegen Roemenië, net als Miroslav Stárek (Slavia Praag). Kozák viel in dat duel na 45 minuten in voor Pavol Biroš. Hij nam met zijn vaderland deel aan het EK voetbal 1980 in Italië.

## Erelijst
Lokomotiva Košice
- Beker van Tsjecho-Slowakije

1977, 1979
 AS Dukla Praag
- Tsjecho-Slowaaks kampioen

1982
- Beker van Tsjecho-Slowakije

1981
1 Mucha ·
2 Pekarík ·
3 Škrtel  ·
4 Ďurica ·
5 Gyömbér ·
6 Greguš ·
7 Weiss ·
8 Duda ·
9 Šesták ·
10 Stoch ·
11 Nemec ·
12 Novota ·
13 Hrošovský ·
14 Škriniar ·
15 Hubočan ·
16 Saláta ·
17 Hamšík ·
18 Švento ·
19 Kucka ·
20 Mak ·
21 Ďuriš ·
22 Pečovský ·
23 Kozáčik ·
Coach: Kozák